# Karl Decker
Karl Decker (ur. 30 listopada 1897, zm. 21 kwietnia 1945) – niemiecki generał wojsk pancernych podczas II wojny światowej. 

## Życiorys
Karl Decker urodził się w Borzęcinie koło Szczecinka na Pomorzu, jako syn niemieckiego oficera.
Po rozpoczęciu I wojny światowej początkowo służył w 54 pułku piechoty jako podoficer. Został awansowany na chorążego (Fähnrich) za odwagę w obliczu wroga, a także nagrodzony Krzyżem Żelaznym (1914) drugiej klasy. Ponownie awansowany w 1915 na podporucznika, wkrótce potem otrzymał Krzyż Żelazny pierwszej klasy.
Po I wojnie służył w Reichswehrze, brał udział w kampanii wrześniowej jako podpułkownik, dowódca batalionu przeciwpancernego. W wojnie niemiecko-sowieckiej dowodził kolejno pułkiem, dywizją i korpusem, awansując stopniowo do rangi General der Panzertruppe (generał broni). Od początku 1945 na froncie zachodnim; okrążony w Zagłębiu Ruhry przez wojska amerykańskie,  21 kwietnia 1945 popełnił samobójstwo. Odznaczony był Krzyżem Rycerskim Krzyża Żelaznego z Liśćmi Dębu i Mieczami.